# Университет Толедо
Университет Толедо (University of Toledo, UT) — государственный исследовательский университет в Толедо, штат Огайо, США. Это самый северный кампус Университетской системы Огайо.
Университет отнесен к категории «R2: Докторантура - Высокая исследовательская активность». Толедо является государственным университетом и управляется Попечительским советом штата Огайо, которые назначаются губернатором штата Огайо. Совет состоит из 14 членов.

## История
Университет был основан в 1872 году в центре Толедо как Толедский колледж искусств и ремесел.
30 января 1914 года колледж стал называться Университетом Толедо. В том же году Университет расширил свои возможности основав Торгово-промышленный колледж (позже Колледж делового администрирования) и Педагогический колледж в 1916 году. За этот период набор студентов вырос с 200 до примерно 1500 человек.
В 1931 году университет переехал на свое нынешнее место.
С момента своего основания университет Толедо расширился и теперь включает более 100 крупных зданий общей площадью более 1400 акров (570 га) и превратил свою академическую программу из программы профессионального и среднего образования в комплексный исследовательский университет.
Университет известен своей учебной программой в области науки, техники и медицины.

## Академические программы
Университет Толедо предлагает широкий спектр академических программ, включая более 300 направлений бакалавриата, магистратуры и профессионального обучения. Аккредитация Высшей учебной комиссией подтверждает высокое качество предоставляемого образования. Среди наиболее популярных специальностей студенты выбирают бизнес-менеджмент, инженерное дело и юриспруденцию, что отражает актуальные тенденции в мире труда и высокий спрос на специалистов в этих областях. Это 6-й по величине университет в Огайо по количеству студентов.

### Колледжи и школы
- Колледж непрерывного обучения
- Колледж искусств и литературы
- Колледж бизнеса и инновацийh[5]
- Школа медицинского бизнеса и инноваций
- Колледж здравоохранения и социальных служб
- Педагогический колледж Джудит Херб
- Инженерный колледж
- Колледж последипломного образования
- Колледж медицинских наук
- Юридический колледж
- Колледж наук о жизни
- Школа биомаркеров и расширенного моделирования
- Колледж естественных наук и математики
- Школа Зеленой химии и передовых возобновляемых источников энергии
- Колледж медсестер
- Колледж Фармации и фармацевтических наук
- Колледж визуальных и исполнительских искусств
- Колледж Джесупа В. Скотта
- UТ Онлайн

## Исследования
В составе университета есть исследовательское предприятие, а также ряд исследовательских центров и институтов.
Центр озера Эри, расположенный в государственном парке Моми-Бэй, поддерживает междисциплинарные исследования, связанные с экологическими проблемами, влияющими на Великие озера.
Институт полимеров UT, входящий в состав Инженерного колледжа, поддерживает исследования в области полимеров и технологий пластика.
Центр Райта (PVIC) — это центр инноваций и коммерциализации фотоэлектрической энергии. Он был создан в январе 2007 года на основе гранта в размере 18,6 миллионов долларов США от Министерства развития штата Огайо и 30 миллионов долларов США от федеральных агентств, университетов и отраслевых партнеров для проведения исследований, включая создание научно-технических платформ. Три основных места расположения Центра инноваций и коммерциализации фотоэлектрической энергии Райта (PVIC) включают Университет Толедо, Университет штата Огайо и Государственный университет Боулинг-Грин.
Исследования центра сосредоточены на совершенствовании крупномасштабных материалов и устройств, повышении эффективности солнечных технологий и снижении себестоимости производства. Конечная цель — увеличить количество систем производства солнечной энергии в домах, на предприятиях и в коммунальных службах.